# Peter Erath
Peter Erath (* 1952 in Stuttgart) ist ein deutscher Sozialwissenschaftler. Er lehrte von 1988 bis 2018 an der Katholischen Universität Eichstätt-Ingolstadt Theorien Sozialer Arbeit.

## Leben
Peter Erath studierte Allgemeine Pädagogik und Sonderpädagogik. Nach einer Ausbildung zum Sonderschullehrer folgte eine mehrjährige Tätigkeit im Sonderschul- und Frühförderungsbereich. 1987 erfolgte die Promotion zum Dr. päd. Von 1988 bis 2018 war er Professor für Pädagogik und Sozialarbeit an der Fakultät für Sozialwesen der Kath. Universität Eichstätt, seit 2003 Dozent für Social Work Theories an der University of Eastern Finland, Kuopio und seit 2009 hat er eine Gastprofessur an der Universität Ostrava (CZ) inne. Er ist Mitglied des wissenschaftlichen Beirats der Faculty of Social Studies.

## Auszeichnungen
- 12. November 2013: Verleihung des „Doctor honoris causa“ durch die Trnava University of Trnava, Slovakia[1]

## Funktionen
- Koordinator des Studienschwerpunktes Jugendarbeit/Jugendsozialarbeit
- Mitglied des Instituts für vergleichende Sozialarbeitswissenschaft und interkulturelle/internationale Sozialarbeit (ISIS)
- Vice Director of the „European Research Institute in Social Work“ ERIS (University of Ostrava)

## Forschungsschwerpunkt
Peter Erath gilt als einer der zentralen Funktionäre im Bereich der Sozialarbeitswissenschaft. Er greift verschiedene Argumentationslinien auf und koordiniert auf diese Weise den aktuellen Stand einer Sozialarbeitswissenschaft.

## Publikationen (Auswahl)
- Erath, P., Peyerl, A., Rossa, M. (2014): Lernmodule für Kinder (LernKiK). Eine Einführung. Arbeitshilfen für sachorientiertes Lernen in Kindertageseinrichtungen, Band I. Eichstätt.
- Erath, P. (2012): Sozialarbeit in Europa. Fachliche Dialoge und transnationale Entwicklungen. Stuttgart: Kohlhammer.
- Erath, P., Littlechild, B. (2010): Social Work across Europe. Accounts from 16 countries. ERIS Monographs Volume I. Ostrava. Publisher University of Ostrava – ERIS with Albert Publisher.
- Erath, Peter (2009): Rezension zu: Ernst Engelke, Stefan Borrmann, Christian Spatscheck: Theorien der sozialen Arbeit. Lambertus Verlag (Freiburg) 2008. 4., überarbeitete und erweiterte Auflage. 527 Seiten. ISBN 978-3-7841-1824-6. In: socialnet Rezensionen unter http://www.socialnet.de/rezensionen/6633.php
- Erath, P.: Rezension vom 25. Januar 2009 zu: Sascha Neumann: Kritik der sozialpädagogischen Vernunft. Velbrück Wissenschaft (Weilerswist) 2008. 352 Seiten. ISBN 978-3-938808-43-6 In: socialnet Rezensionen unter http://www.socialnet.de/rezensionen/6670.php, Datum des Zugriffs 26. Januar 2009.
- Erath, P., Sandner, E. M. (2007): Unternehmen Kita – Wie Teams unter veränderten Rahmenbedingungen erfolgreich handeln. München. Don Bosco. 160 S.
- Erath, P. (2006): Sozialarbeitswissenschaft. Eine Einführung. Stuttgart. Verlag W.Kohlhammer 263 S.